# Biophytum veldkampii
Biophytum veldkampii är en harsyreväxtart som beskrevs av A. E. Shanavas Khan, E. S. Santhosh Kurstar, S. Binu & P. Pushpangadan. Biophytum veldkampii ingår i släktet Biophytum och familjen harsyreväxter. Inga underarter finns listade i Catalogue of Life.